# Première domination chinoise du Vietnam

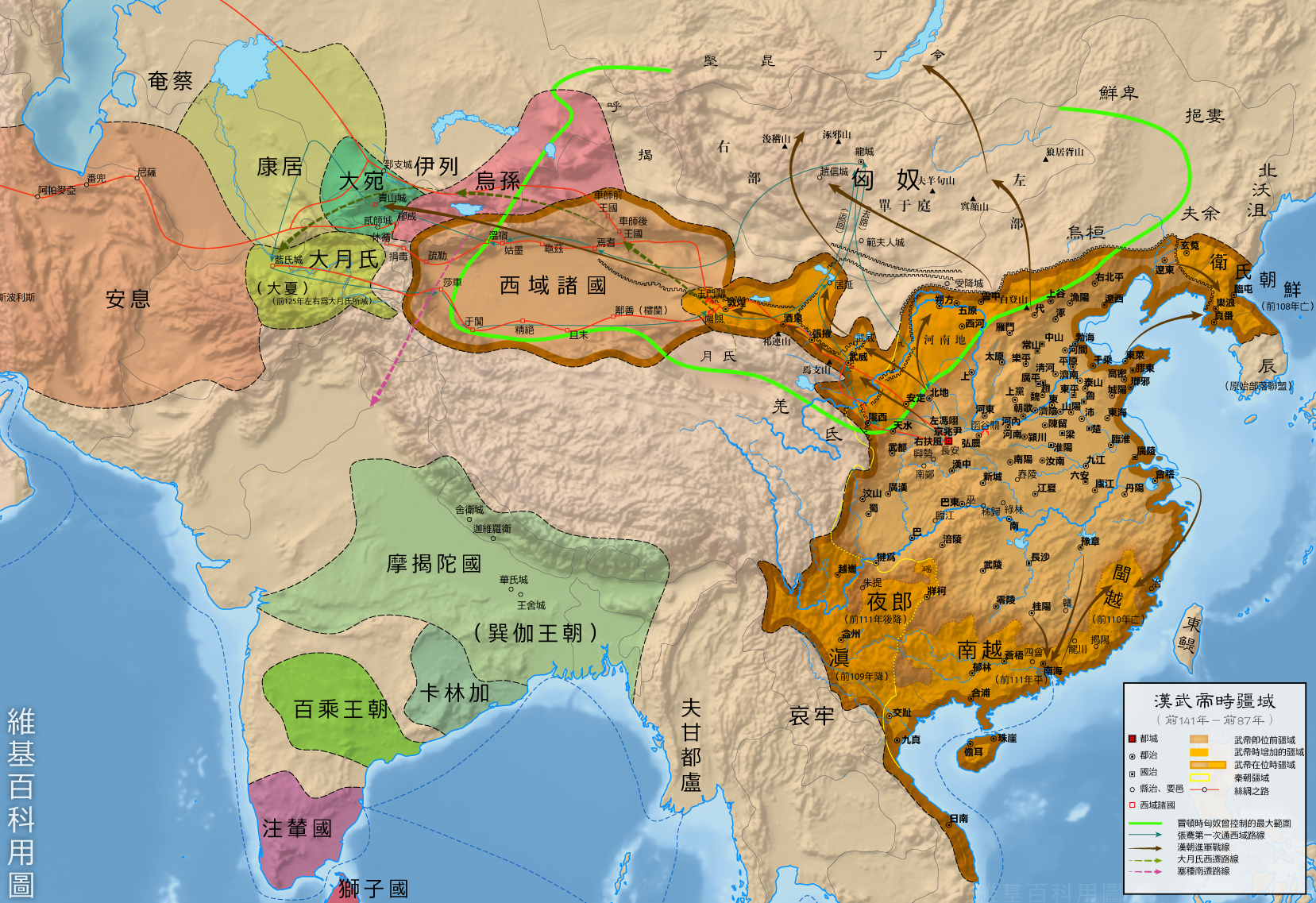
Carte du Viêt Nam sous la Première domination chinoise

La Première domination chinoise du Vietnam est une période datant de -111 jusqu'en 39, lorsque les Sœurs Trung ont repoussé les attaques chinoises.